# Joesi Prokopetz
Josef "Joesi" Prokopetz (né le 13 mars 1952 à Vienne) est un chanteur humoristique autrichien.

## Biographie
Joesi Prokopetz se fait connaître en 1971 en écrivant le texte de Da Hofa, le premier succès de Wolfgang Ambros. Suivent d'autres succès ensemble. Ensemble avec Manfred Tauchen (de), ils écrivent la pièce radiophonique musicale Der Watzmann ruft.
Prokopetz fonde et écrit les chansons du groupe de Neue Deutsche Welle Deutsch-Österreichisches Feingefühl (DÖF). Avec Manfred Tauchen, Annette Humpe et Inga Humpe, le titre Codo … düse im Sauseschritt est un succès international.
Au milieu des années 1980, il entame aussi temporairement une carrière solo. La chanson Sind Sie Single? est numéro un des ventes en Autriche en 1986.
Par ailleurs, il crée une agence de publicité, "Der Plan Prokopetz & Dr. Martschitsch GesmbH".